# Мезенская волость
Мезенская волость — административно-территориальная единица в составе Мезенского уезда Архангельской губернии, существовавшая с 1924 по 1929 года. Центром волости был город Мезень.

## История
Декретом ВЦИК от 9 июня 1924 в Мезенском уезде образовано пять укрупненных волостей: Дорогорская, Канино-Тиманская (или Канино-Чешская), Койнасская, Лешуконская и Мезенская. Мезенская волость объединила волости Долгощельскую, Койденскую, Лампоженскую, Несскую, Ручьевскую и Соянскую, а в 1927 году также Карьепольскую и Совпольскую волости (кроме с. Кулой и д. Кулой) упраздненного Пинежского уезда. В 1929 году волость была упразднена, территория была включена в состав Мезенского района.

## Состав волости
Мезенская волость включала в свой состав тринадцать сельских обществ: Долгощельское, Заводское рабочее и завод N 49, Карьепольское, Койденское, Лампоженское, Мезенское, Несское, Омское, Пешское, Ручьевское, Семженское, Совпольское и Соянское.